# روابط خارجی چین

## تاریخ مناسبات بین چین و هند
در قاره آسیا یک بازی ۴ نفره بین چین، هند، ژاپن و ایالات متحده در جریان است. هند چند ماه قبل با رهبران چین برای رفع اختلافات مرزی وارد مذاکره شده بود. چین قصد دارد اتحاد ژاپن و آمریکا را دور زند و با دنبال کردن سیاست «دیپلماسی نامتقارن» جایگاه نوینی در عرصه جهانی برای خود به دست آورد. پروفسور یانگ بایون، کارشناس مرکز تحقیقات آسیا و اقیانوس آرام در دانشگاه بیدا در پکن می‌گوید: «ما با هند نقاط مشترک بسیاری داریم، از جمله تمدنی درخشان، دوران تحقیر استعماری و جمعیت زیاد» او با ارائه این فهرست می‌خواهد نشان دهد که بین این دو غول آسیایی تجانس بیش از تفاوت است.
بازگشایی گذرگاه‌های مرزی پس از تقریباً ۵۰ سال در سال ۲۰۰۶ نشانگر قدمی بزرگ به جلو در روابط بین چین و هند است. گذرگاه مرزی «ناتو لاً که در ارتفاع ۴۰۰۰ متری از سطح دریا واقع شده است، زمانی یکی از راه‌های ارتباطی معروف «جاده ابریشم» بوده است. مراسم افتتاح این گذرگاه در مرز بین دو کشور در ایالت شمالی «سیکم» هند و منطقه «تبت چین» برگزار شد. بازگشایی گذرگاه مرزی» ناتو لاً بین چین و هند چند روز پس از شروع رسمی فعالیت خط راه‌آهن شرق چین به تبت، صورت می‌گیرد.
کشور چین و هند روابط دوستانه‌ای دارند.

### دو کشور با بالاترین جمعیت در سطح جهان

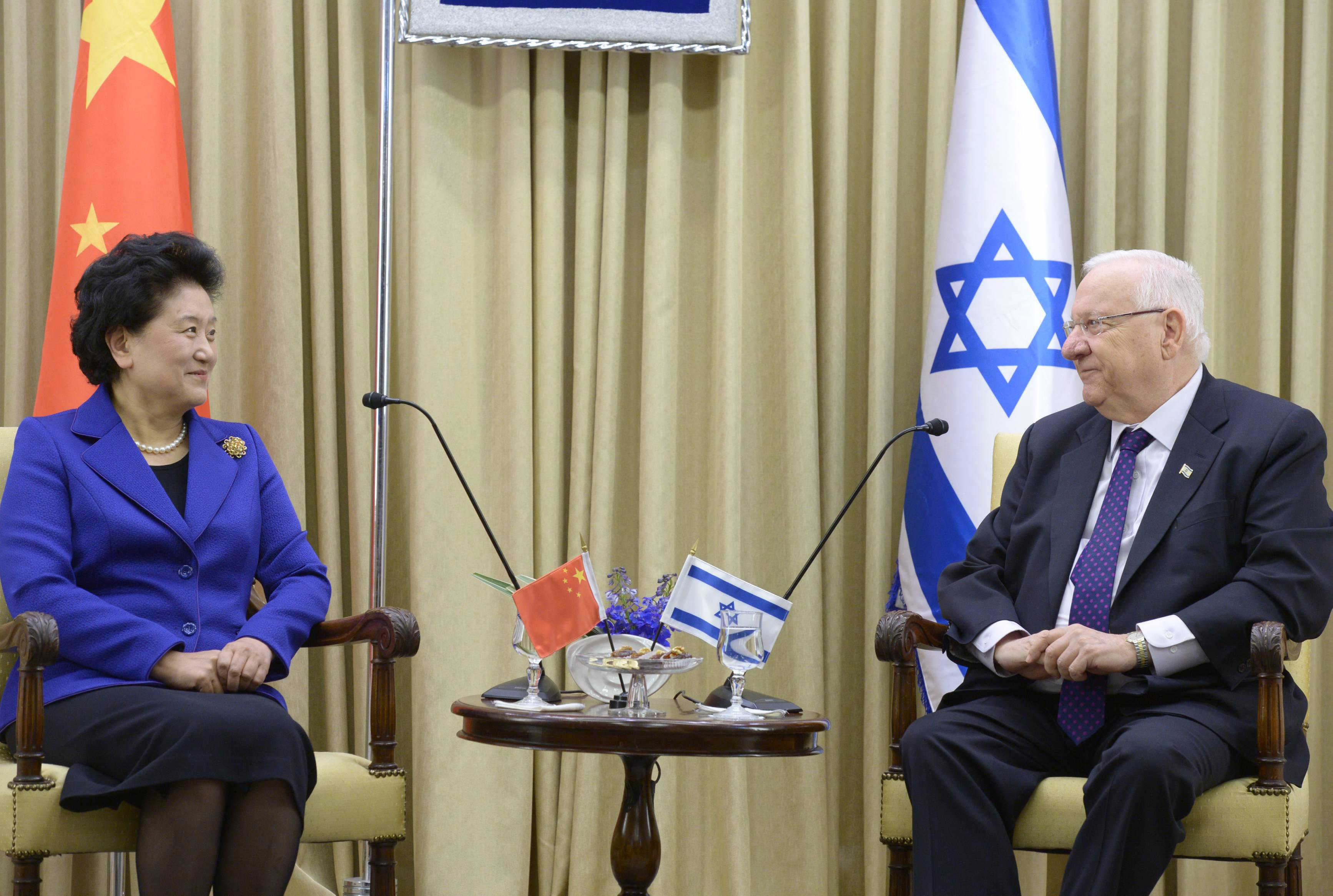
لیو یان دونگ معاون نخست وزیر چین و رووین ریولین رئیس جمهور اسرائیل، مارس ۲۰۱۶

۱، ۲ میلیارد در هند و ۱، ۳ میلیارد در چین سعی دارند رشته‌های مشترک تاریخی خود را به هم باز پیوند دهند. در قرن هیجدهم این دو کشور به تنهایی نزدیک به نیمی از تولید جهانی را به خود اختصاص می‌دادند (۳۳٪ چین و ۱۶٪ هند)، پیوند آن‌ها بسیار ریشه دار است. حجم مبادلات بازرگانی دو طرف در سال ۲۰۰۷ حدود ۳۷ میلیارد دلار ارزیابی شده است. این رقم در دهه ۹۰ میلادی فقط در حدود ۲۵۰ میلیون دلار بود. مناسبات چین و هند با تجارت آغاز شد و نه با بودایئسم، بیش از دو هزار سال پیش عادتهای مصرفی هندی‌ها - به ویژه ثروتمندان هند- از نو آوریهای چین تأثیر پذیرفت». فرهنگ چین نیز، به ویژه در قرن ۶ و ۷ میلادی از ریاضیات و ستاره‌شناسی هند تأثیر پذیرفت، لذا تأثیرات متقابل بوده است.
هر دو کشور از قرن نوزدهم دچار افول صنعتی شدند و در قرن بیستم رقابت بین آن‌ها به اختلافات شدید (بر سر مسئله تبت) انجامید و حتی جنگ‌های مرزی درگرفت، در سال ۱۹۶۲ رقابت بر سر قدرت اتمی آغاز شد. در سال ۱۹۶۴ چین و ده سال بعد هندوستان به آن دست یافتند.
از بعد از جنگ سرد، دو کشور گفتگوها را از سر گرفتند و روابط تجاری خود را گسترش دادند. به خصوص به این دلیل که چین سعی دارد تأخیر فنی خود را در زمینه‌هایی که هند دارای قابلیت است، جبران کند: کامپیوتر (نرم‌افزار) و خدمات (مرکز تلفنی، حسابداری…). چین حتی پیشنهاد حذف هرگونه سد گمرکی را ارائه داده است. مقامات و کارفرمایان هندی در این رابطه احتیاط می‌کنند، چرا که تولید نا خالص ملی هند به سختی به یک سوم تولید نا خالص چین می‌رسد و چین هم‌اکنون بعد از ایالات متحده رده دومین صادرکننده جهانی به این کشور را بدست آورده است.
روابط بین این دو غول عمیقاً متحول شده است. نه تنها مذاکراتی در رابطه با مسائل مرزی آغاز گشته، بلکه قراردادهایی عمومی برای «همکاری استراتژیک» نیز ۲۰۰۵ به امضا رسیده است. چند ماه قبل از این تاریخ، نوامبر ۲۰۰۴، بیش از ۱۵۰۰ نفر از نیروی دریایی دو کشور مانور امنیتی مشترکی در چارچوب امنیت منطقه انجام دادند. از سوی دیگر دو کشور در اواخر سال ۲۰۰۷ اولین مانور مشترک نظامی خود را برگزار کردند. امری که تا ۳ سال قبل غیرقابل تصور بود. روابط صلح‌آمیز مستقر می‌شود بدون آنکه رقابت، چه در عرصه تجاری و چه در زمینه دیپلماتیک کاهش یابد. دهلی نو با تردستی از روابط هر روز تنگاتنگ ترش با واشینگتن استفاده می‌کند، ژوئیه ۲۰۰۵، آمریکا حتی پیشنهاد کرد مجازاتهایی را که در سال ۱۹۹۸ علیه هند به تصویب رسانده بود ملغی کند و در زمینه استفاده از انرزی اتمی غیرنظامی با این کشور همکاری نماید. دوستی جدید «هند و آمریکا» موجب نگرانی چین است.